# Лос-Мінералес (Техас)
Лос-Мінералес (англ. Los Minerales) — переписна місцевість (CDP) в США, в окрузі Вебб штату Техас. Населення — 30 осіб (2020).

## Географія
Лос-Мінералес розташований за координатами 27°39′20″ пн. ш. 99°37′4″ зх. д. / 27.65556° пн. ш. 99.61778° зх. д. (27.655483, -99.617827).  За даними Бюро перепису населення США в 2010 році переписна місцевість мала площу 2,80 км², уся площа — суходіл.

## Демографія
Згідно з переписом 2010 року, у переписній місцевості мешкало 20 осіб у 4 домогосподарствах у складі 4 родин. Густота населення становила 7 осіб/км².  Було 19 помешкань (7/км²).
Расовий склад населення:
| - 75,0 % — білих - 25,0 % — осіб інших рас |

До двох чи більше рас належало 0,0 %. Частка іспаномовних становила 100,0 % від усіх жителів.
За віковим діапазоном населення розподілялося таким чином: 55,0 % — особи молодші 18 років, 45,0 % — особи у віці 18—64 років, 0,0 % — особи у віці 65 років та старші. Медіана віку мешканця становила 14,5 року. На 100 осіб жіночої статі у переписній місцевості припадало 150,0 чоловіків;  на 100 жінок у віці від 18 років та старших — 80,0 чоловіків також старших 18 років.
Цивільне працевлаштоване населення становило 24 особи. Основні галузі зайнятості: роздрібна торгівля — 75,0 %, транспорт — 25,0 %.